# Джапаридзе, Леван Абелович
Леван Абелович Джапаридзе (груз. ლევან ჯაფარიძე; род. 14 ноября 1936, Они, Онский район, Грузинская ССР) — советский и грузинский инженер-геолог, специалист в области механики подземных сооружений и горных пород, доктор технических наук, профессор, академик Академии наук Грузии (2018; член-корреспондент с 1998). 

## Биография
С 1955 по 1960 год обучался на горно-геологическом факультете Грузинского политехнического института, получив специальность инженера-геолога. С 1965 по 1968 год обучался в аспирантуре Ленинградского ВНИИ горной геомеханики и маркшейдерского дела, но диссертацию защищал в Московском горном институте.
С 1962 по 1965 год работал горным инженером в шахтах Грузинской ССР. С 1968 года на научно-исследовательской работе в Горном институте имени С. Цулукидзе АН ГрузССР — НАН Грузии в должностях: с 1968 по 1984 год — заведующий научно-исследовательской лаборатории и с 1984 по 2004 год — директор этого института, с 2004 года — заведующий кафедрой строительства подземных сооружений и установка по переработке руды и одновременно с 2009 года — член Учёного совета
этого научного института.
С 1970 по 1993 год одновременно с научной занимался и педагогической работой в
Грузинском политехническом институте в качестве профессора. С 1993 по 2004 год — председатель Государственного комитета Министерства науки и технологий Грузии.

### Научно-педагогическая деятельность и вклад в науку
Основная научно-педагогическая деятельность Левана Джапаридзе была связана с вопросами в области гидротехники, механики подземных сооружений и горных пород, исследования  проблемы технологических, гравитационных и тектонических взрывов и землетрясений.
В 1968 году защитил кандидатскую диссертацию, в 1978 году защитил докторскую диссертацию на соискание учёной степени доктор технических наук. В 1983 году ему присвоено учёное звание профессор. В 1998 году был избран член-корреспондентом, а в 2018 году — действительным членом НАН Грузии. Левана Джапаридзе было написано более двухсот научных работ, в том числе пять монографий, на различных языках мира и пять свидетельств на изобретения.

### Монографии
- 1975 Расчет металлической крепи горных выработок. Изд. «Недра», Москва
- 1984 ლ.ჯაფარიძე. მიწისქვეშა ნაგებობათა მექანიკა. „განათლება“, თბილისი
- 1990 Л.А.Джапаридзе. Расчет подземных сооружений на статические и сейсмические воздействия.
- 1991 ლ.ჯაფარიძე. საქართველოს შახტებისა და მაღაროების კაპიტალური და მოსამზადებელი გვირაბების სამაგრების ანგარიში. ”მეცნიერება”, თბილისი.
- 1991  Расчет крепи протяженных горных выработок по предельным состояниям. Изд. «Недра», Москва

### Научные статьи
- 1967 О неравномерном загружении деформируемой крепи шахтных стволов. Сб. трудов ВНИМИ, т.67, г.Ленинград, 1967 О статическом расчете крепи вертикального шахтного ствола круглого сечения, загруженной неравномерно распределенной внешней нагрузкой. Сб. трудов ВНИМИ
- 1967 Метод расчета крепи стволов с податливым заполнением закрепного пространства. «Проектирование и строительство угольных предприятий». №7 (103), г.Москва, (соавтор - А.М.Козел)
- 1969 Влияние касательных контактных напряжений на напряженное состояние кольцевой крепи подземныхсооружений. Изв. АН Грузии, 53, №3, Тбилиси.
- 1971 Расчет напряжений в циллиндрическом образце при испытании материалов на растяжение. Сообщения АН ГССР, 62, №3, 1971. Тбилиси.
- 1972 Tensile testing of cylindrical specimens by the cleavage method. Journal of Mining Science. Springer International Publishing AG.Volume 8, Issue 3, May-June, 1972. Pp.331-334. https://link.springer.com/article/10.1007/BF02505722
- 1973 Расчет кольцевой крепи подземных сооружений с податливым заполнением закрепного пространства в упруго-ползучем массиве горных пород. В кн. «Горное давление в капитальных выработках», ИГД СО АНСССР, г. Новосибирск
- 1974 Вопросы расчета крепи подземных сооружений по предельным состояниям. В кн. ”Физика горных пород и процессов”, изд. МГИ, г.Москва
- 1975 Расчет металлической крепи горных выработок. Изд. «Недра», г.Москва.
- 1983 Использование методов расчета по предельным состояниям при проектировании подземных сооружений. «Шахтное строительство», №3, 1983г., Москва
- 1984 მიწისქვეშა ნაგებობათა მექანიკა, „განათლება“,თბილისი.
- 1987 Методика определения оптимальной формы сечения горных выработок в условиях сводообразования. «Шахтное строительство», №4, 1987г., Москва
- 1988 Установление расчетных размеров предельного свода равновесия в хрупко-разрушаемом массиве горных пород. «Шахтное строительство», 12, 1988г., Москва
- 1989 Basic Geomechanical Parameters of Rock Massifs Necessary for Underground Constructions’ Calculation. Works of Soviet-Sweden seminar, Stockholm 1989 Criteria for the best structural solution and basic layout of an underground construction. Journal of Mining Science. Springer International Publishing. Springer International Publishing AG. July 1989, Volume 25, Issue 4, pp 387–395. https://link.springer.com/article/10.1007/BF02505722
- 1989 Критерии оптимальности конструктивного решения и основной схемы капитальной и подготовительной выработки в условиях сводообразованя «Горный журнал» , №3, 1989, Москва
- 1990 Расчет подземных сооружений на статические и сейсмические воздействия "Мецниереба" Тбилиси.
- 1990 Shock-Wave Deformation of Tungsten-Nickel-Iron Alloy with Rise of Temperature. Materials of International Conference on High Pressures in Materials. San Diego (USA), 1990, (co-author - A.Peikrishvili)
- 1990 Расчет подземных сооружений на статические и сейсмические воздействия. Изд. «Мецниереба», Тбилиси
- 1991 Расчет крепи протяженных горных выработок по предельным состояниям. Изд. «Недра», Москва
- 1994 Shock-Wave Coating of Steel Surface with Solid Material. Materials of 8th International Congress on Ceramic and New Materials, Florence (Italy), (Co-authors-Peikrishvili A.B., Chikhradze N.M.)
- 2016 Shear Stresses in the Indirect Test of Tensile Strength of Rocks and Other Hard Materials. Bulletin of Georgia National Academy of Sciences, vol. 10, no. 3
- 2017 ტყიბული-შაორის საბადოზე თანამედროვე ტექნოლოგიების გამოყენების შესაძლებლობის შესახებ. „მეცნიერება და ტექნოლოგიები“. №1(724), გვ.76-86, თბილისი.
- 2018 Analysis of the Internal Forces Caused by Seismic P and S Waves and Geostatic Load in a Circular Tunnel. Bulletin of Georgia National Academy of Sciences, vol. 12, no. 1, 2018[4]

## Награды
- Почётный диплом за научные достижения Академии наук Грузии (2016)